# دحضيات
الدحضيات أو فصيلة ستايلوبيدي (الاسم العلمي: Elenchidae)، فصيلة حشرات من رتبة ملتويات الأجنحة.